# Lawrenceville, Georgia
Lawrenceville är en stad (city) i Gwinnett County, i delstaten Georgia, USA. Enligt United States Census Bureau har staden en folkmängd på 29 247 invånare (2011) och en landarea på 34,7 km². Lawrenceville är huvudort i Gwinnett County.

## Kända personer från Lawrenceville
- Ezzard Charles, boxare
- Rachel G. Fox, skådespelare
- Kalif Raymond, utövare av amerikansk fotboll
- Walker Zimmerman, fotbollsspelare
- Takeoff, rappare